# Gare de Port-Saint-Père - Saint-Mars
La gare de Port-Saint-Père - Saint-Mars est une gare ferroviaire française de la ligne de Nantes-État à La Roche-sur-Yon par Sainte-Pazanne, située sur le territoire de la commune de Port-Saint-Père, près de Saint-Mars-de-Coutais, dans le département de Loire-Atlantique, en région Pays de la Loire. 
C'est aujourd'hui une halte ferroviaire de la Société nationale des chemins de fer français (SNCF), desservie par des trains express régionaux TER Pays de la Loire, circulant entre Nantes et Pornic ou Saint-Gilles-Croix-de-Vie.

## Situation ferroviaire
Établie à 6 mètres d'altitude, la gare de Port-Saint-Père - Saint-Mars est située au point kilométrique (PK) 20,200 de la ligne de Nantes-État à La Roche-sur-Yon par Sainte-Pazanne, entre les gares de Bouaye et de Sainte-Pazanne.

## Service des voyageurs

### Accueil
Halte SNCF, c'est un point d'arrêt non géré (PANG) à entrée libre. 

### Desserte
Port-Saint-Père - Saint-Mars est desservie par des trains TER Pays de la Loire circulant entre Nantes et Pornic ou Saint-Gilles-Croix-de-Vie.

### Intermodalité
Un parking pour les véhicules est aménagé.